# Melanoleuca privernensis
Melanoleuca privernensis là một loài nấm trong họ Tricholomataceae.